# Saliunca nkolentangensis
Saliunca nkolentangensis es una especie de mariposa de la familia Zygaenidae.
Fue descrita científicamente por Strand en 1912.